# سازوی مفصلی
سازوی مفصلی، سازوی بندبند (نام علمی: Juncus articulatus) نام یک گونه از سرده سازو است.